# Roger Mortimer, 1. Earl of March
Roger Mortimer, 1. Earl of March (* April oder Mai, nach anderen Angaben 25. April 1287 in Wigmore Castle; † 29. November 1330 in London) war ein englischer Magnat, Militär und Rebell. Nach dem Sturz von König Eduard II. 1326 war er der eigentliche Regent von England, bis er 1330 selbst gestürzt und hingerichtet wurde.

## Herkunft und Erbe
Roger Mortimer entstammte der Familie Mortimer, einer anglonormannischen Familie, die seit dem 11. Jahrhundert zu den führenden englischen Adelsfamilien gehörte. Durch Erbschaften und die Großzügigkeit von König Eduard I. war die Familie Mortimer Ende des 13. Jahrhunderts zur angesehensten und reichsten Familie der englischen Barone aufgestiegen, übertroffen nur noch von den Familien der Earls. Er war der älteste Sohn von Edmund Mortimer, 1. Baron Mortimer, und dessen Frau Margaret de Fiennes. Sein Vater verlobte ihn am 20. September 1301 mit Joan de Geneville, einer Tochter von Peter de Geneville († 1292) und von dessen Frau Joan. Ihr Großvater Geoffrey de Geneville, 1. Baron Geneville, beschloss, dass Joan nach dem Tod seines ältesten Sohnes seine alleinige Erbin sein sollte und schickte ihre beiden Schwestern als Nonnen in das Kloster Aconbury. Beim Tod seines Vaters im Juli 1304 war Roger noch minderjährig. Zu seinem Erbe gehörten neben dem Stammsitz Wigmore Castle Güter in Herefordshire, Shropshire, Gloucestershire und Worcestershire. Dazu kamen weitere Besitzungen in Südengland und durch das Erbe von Teilen der Besitzungen der Familien Marshal und Briouze umfangreiche Ländereien in Irland, darunter Dunamase im County Leix. Vor allem gehörten aber sieben Herrschaften der Welsh Marches zu seinem Erbe, die vor allem im Bergland von Mittelwales lagen. Dies waren Maelienydd, Gwrtheyrnion, Radnor, Ceri und Cedewain, dazu gehörten ihm noch Narberth und ein Drittel der Herrschaft St Clears in Südwestwales. Allerdings fiel etwa die Hälfte der walisischen Besitzungen als lebenslanges Wittum an seine Mutter Margaret. Da diese ihn überlebte, kam Roger nie in den Besitz seines gesamten Erbes.

## Jugend
Vermutlich lebte Mortimer bereits vor dem Tod seines Vaters am Königshof, wo er eine ritterliche Ausbildung erhielt. Nach dem Tod seines Vaters blieb er weiter am Königshof, die einträgliche Vormundschaftsverwaltung für ihn vergab der König an Piers Gaveston, den Favoriten des Thronfolgers Eduard. Im April 1306 wurde Mortimer dann sein Erbe übergeben, obwohl er immer noch minderjährig war. Allerdings soll er Gaveston dafür 2500 Mark gezahlt haben. Am 22. Mai 1306 wurde er zusammen mit dem Thronfolger, mit Edmund FitzAlan und zahlreichen anderen jungen Adligen zum Ritter geschlagen. Im Sommer 1306 nahm er am Feldzug von Eduard I. nach Schottland teil. Nach dem Ende des Feldzugs verließ Mortimer zusammen mit über zwanzig anderen jungen Rittern das Heer, um in Frankreich an Turnieren teilzunehmen. Der König war über diese Fahnenflucht so erbost, dass er die Besitzungen von Mortimer und der anderen jungen Ritter für beschlagnahmt erklärte. Nur durch die Fürsprache des Thronfolgers und von Königin Margarethe erhielten die meisten der jungen Ritter Anfang 1307 ihre Güter zurück. Im Februar 1307 wurde Mortimer erstmals als Baron Mortimer of Wigmore zum Parlament geladen. Im Dezember 1307 übergab Geoffrey de Geneville, der alte Großvater seiner Frau, ihr und Mortimer die Verwaltung seiner irischen Besitzungen und Güter in Meath. Nach dem Tod von Geneville 1314 erbte seine Frau dazu die Hälfte von Ludlow, mehrere Güter in Shropshire sowie die Herrschaft Ewyas Lacy in den Welsh Marches. Dieses Erbe festigte Mortimers Stellung in Westengland und in den Welsh Marches.

## Karriere in Irland

### Festigung seines irischen Besitzes

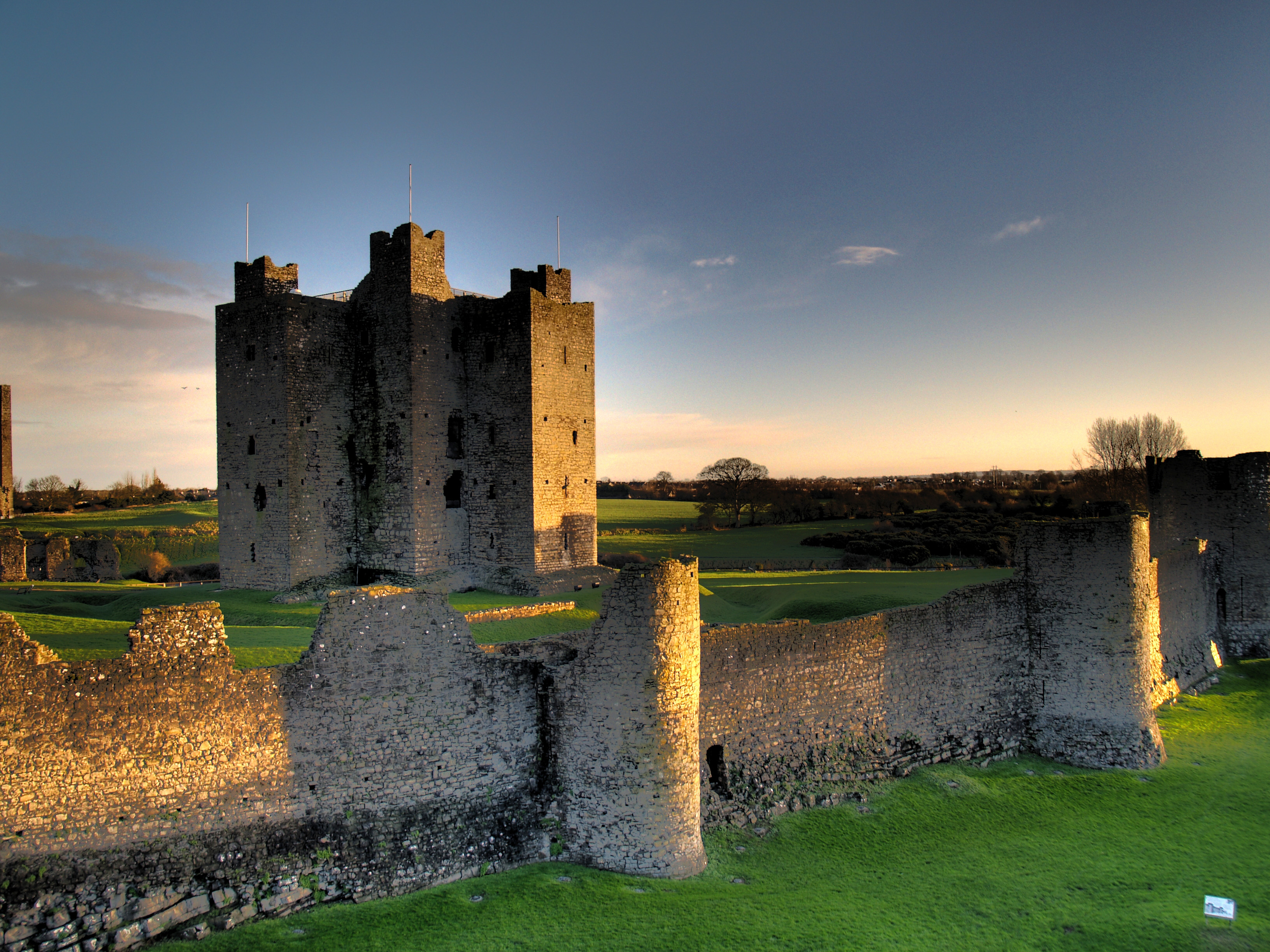
Die Ruine von Trim Castle, das im 14. Jahrhundert Mittelpunkt der irischen Besitzungen von Mortimer war

Als bedeutender Baron nahm Mortimer im Februar 1308 an der Krönung von Eduard II. teil. Während zahlreiche Magnaten schon wenig später die Verbannung des königlichen Günstlings Piers Gaveston forderten, unterstützte Mortimer den König. Am 17. März bekannte er auch offen seine Freundschaft zu Gaveston, der wie Mortimer im Herbst 1306 zu den jungen Rittern gehört hatte, die unerlaubt das königliche Heer verlassen hatten. Von Ende März bis Anfang April 1309 nahm Mortimer an einem Turnier in Dunstable teil, zu dem zahlreiche Magnaten und Ritter zusammengekommen waren und dabei womöglich das weitere Vorgehen der oppositionellen Magnaten gegen den König planten. Mortimer wurde jedoch zu dieser Zeit nicht weiter in den Machtkampf zwischen den Magnaten und dem König verwickelt. Ab Herbst 1308 war er vor allem in Irland aktiv, wo er durch das Erbe seines Vaters und des Großvaters seiner Frau zu einem der mächtigsten anglo-irischen Adligen geworden war. Im Oktober 1308 war er mit seiner Frau erstmals nach Irland gereist, um seine Besitzungen zu besuchen. Auch in nächsten beiden Jahren reiste er zweimal nach Irland. Er erreichte, dass die englische Regierung in Irland Privilegien seiner Besitzungen bestätigte oder erweiterte. Das wichtigste Privileg, das er erhielt, war die Wiederherstellung der Freiheiten der Herrschaft Trim, die nun wieder eine eigene Kanzlei und ein eigenes Schatzamt erhielt.

### Kampf gegen die schottische Invasionsarmee
Als jedoch am 25. Mai 1315 Edward Bruce, der Bruder des schottischen Königs Robert Bruce, mit einer schottischen Armee in Nordirland landete, musste Mortimer um seine irischen Besitzungen kämpfen. Anfang Dezember 1315 wurde sein Aufgebot von Bruce bei Kells geschlagen und Mortimer musste nach Dublin flüchten. Von dort kehrte er Ende 1315 in Absprache mit dem königlichen Beauftragten John Hotham nach England zurück, um der Regierung über die verheerende Lage in Irland zu berichten. Die nächsten Monate verbrachte er in England und in Wales. Am 23. November 1316, am gleichen Tag, als sein Onkel Roger Mortimer of Chirk vom König zum Justiciar von Nordwales ernannt wurde, wurde Mortimer zum Justiciar of Ireland ernannt. Dieses Amt verdankte er wohl der Unterstützung durch den Earl of Pembroke. Eduard II. beauftragte Mortimer, Edward Bruce zu schlagen, die Rebellionen der irischen Häuptlinge zu unterdrücken und dazu die Streitigkeiten unter den englischen Siedlern in Irland zu beenden. Daraufhin setzte Mortimer im April 1317 mit einer großen Armee vom walisischen Söldnern von Haverfordwest nach Irland über, wo er am 7. April in Youghal eintraf. In den nächsten Monaten versuchte er energisch, seine Aufgaben zu lösen. Zunächst ließ er im Mai 1317 Richard de Burgh, 2. Earl of Ulster, frei, der verdächtigt worden war, ein Verbündeter von Edward Bruce zu sein und der deshalb in Dublin inhaftiert worden war. Dann schlug er die Truppen der Familie Lacy aus Rathwire. Diese hatte Ansprüche auf das Erbe seiner Frau erhoben und dazu möglicherweise die Schotten unterstützt. Nach seinem Sieg zwang er die Führer der Familie, Irland zu verlassen. Im Juni hielt er außerhalb von Dublin eine Parlamentsversammlung ab, und gegen die aufständischen Iren in den Wicklow Mountains führte er mehrere Vorstöße. Insgesamt gelang es ihm, die englische Herrschaft in Süd- und Südwestirland wiederherzustellen. Den Schotten unter Bruce gelang es dagegen nicht, von Nordostirland aus weiter nach Süden vorzustoßen. Am 5. Mai 1318 wurde Mortimer als Justiciar abgelöst und nach England zurückberufen. Nach seiner Abreise wurden die Schotten im Oktober 1318 von einer englischen Armee unter John Bermingham in der Schlacht bei Faughart entscheidend geschlagen, in der Edward Bruce getötet wurde.

### Zweite Amtsperiode als Justiciar of Ireland
In England wurde Mortimer aufgrund seiner Erfolge im März 1319 erneut zum Justiciar of Ireland ernannt, dazu übertrug ihm der König die Verwaltung von Roscommon, Randown und Athlone Castle. Im Juni 1319 nahm Mortimer wieder seine Tätigkeit in Irland auf. Er verfolgte nun eine eher ausgleichende Politik gegenüber der irischen Bevölkerung und gewährte jedem Iren auf Wunsch die Unterstellung unter englisches anstelle des traditionellen irischen Rechts. Im Mai 1320 hielt er in Dublin ein Parlament ab, bei dem Gesetze zur Aufrechterhaltung der englischen Herrschaft und zur Verbesserung der Verwaltung beschlossen wurden. Dazu gab er eine Untersuchung in Auftrag, um zu prüfen, welche Bestandteile der englischen Gesetzgebung auf Irland übertragen werden sollten. Im September 1320 kehrte er nach England zurück, doch erst im Februar 1321 wurde er offiziell als Justiciar abgelöst. Am 11. Februar 1321 unterzeichnete Mortimer in Wigmore einen Vertrag, in dem er seine irischen Besitzungen seinem jüngeren Sohn Roger Mortimer junior anlässlich von dessen Hochzeit mit Joan Butler überließ. Deren Vater, der anglo-irische Adlige Edmund Butler, Earl of Carrick zahlte Mortimer für die Heirat £ 1000.

## Tätigkeit in England und Wales bis 1320

### Unterstützer der Politik von EduardII.
In England hatte Mortimer im Allgemeinen die Politik des Königs unterstützt. Aus den Konflikten am Königshof und aus dem Streit zwischen dem König und dem mächtigen Earl of Lancaster, der 1312 Gaveston willkürlich hinrichten ließ, hatte er sich zunächst herausgehalten. Der König beauftragte ihn, in seinen walisischen Besitzungen Truppen für den Krieg mit Schottland aufzustellen. 1313 reiste er im Auftrag des Königs in die den englischen Königen gehörende Gascogne in Südwestfrankreich. Zurück in England, nahm er im Sommer 1314 an dem Feldzug des Königs nach Schottland und im Juni an der Schlacht von Bannockburn teil, in der das englische Heer eine vernichtende Niederlage erlitt. Mortimer wurde von den Schotten gefangen genommen, als er mit den Truppen des Earl of Pembroke die Flucht der Engländer deckte. Der mit ihm entfernt verwandte schottische König Robert Bruce ließ ihn aber ohne Lösegeldzahlung frei, und Mortimer durfte das auf dem Schlachtfeld gefundene königliche Siegel sowie die Leichen der in der Schlacht gefallenen Earl of Gloucester und Robert de Clifford nach England überführen. Ab Februar 1316 war er an der Niederschlagung der Rebellion des Walisers Llywelyn Bren in Glamorgan beteiligt. Während jedoch Llywelyn Bren schließlich auf Betreiben des königlichen Günstlings Hugh le Despenser hingerichtet wurde, wurde Llywelyn ap Madog ap Hywel, ein weiterer Führer der Aufständischen, auf Verlangen von Mortimer begnadigt. Im Juli 1316 unterstützte Mortimer die Niederschlagung einer Revolte der Bürger von Bristol, die gegen den Kommandanten von Bristol Castle, Bartholomew de Badlesmere, den Schwiegervater seines ältesten Sohns, rebelliert hatten. Dazu unterstützte Mortimer den Anspruch von John Cherleton, dem King’s Chamberlain, auf die Herrschaft Powys in Mittelwales.

### Belohnungen des Königs für Mortimers Dienste
Für seine Dienste für den König hatte Mortimer bislang nur mäßige Belohnungen erhalten. Im August 1309 hatte ihm der König Cwmwd Deuddwr im walisischen Bergland und im Februar 1310 das Kommando über Builth Castle übergeben. Nach seinen Erfolgen als Justiciar of Ireland gewährte ihm der König im Dezember 1316 die Vormundschaft und das Recht, den jungen Erben James Audley zu verheiraten. Mortimer verlobte Audley mit seiner Tochter Joan. Auch sonst kümmerte sich Mortimer um die Versorgung seiner zahlreichen Kinder. Im Mai 1315 hatte er seinem jüngeren Sohn John einen Anteil an Pachteinkünften seiner Besitzungen gesichert. Im Mai 1316 schloss er mit Bartholomew de Badlesmere einen Heiratsvertrag, nach dem Mortimers ältester Sohn Edmund Badlesmeres Tochter Elizabeth heiratete. Badlesmere zahlte Mortimer für die Heirat 2000 Mark, während Mortimer dem jungen Brautpaar Güter in Somerset und Buckinghamshire sowie die Anwartschaft auf weitere Besitzungen in Westengland und den Welsh Marches übergab.

### Rolle beim Abschluss des Vertrags von Leake
Nachdem Mortimer im Mai 1318 aus Irland zurückgekehrt war, begann er sich intensiver mit der Politik in England zu befassen. Dabei konnte er auf seine Erfahrungen in Irland zurückgreifen, aber auch auf seine Kontakte zu Bartholomew de Badlesmere, der wachsenden Einfluss auf den König hatte. Ob Mortimer in der angespannten politischen Situation zwischen der Hofpartei und dem Earl of Lancaster eine weitgehend neutrale Position hatte oder ob er als hoher Amtsträger wie zahlreiche andere Barone dem König eng verbunden war, ist unklar. An den Verhandlungen über einen Ausgleich zwischen dem König und Lancaster, die seit April 1318 liefen, war Mortimer wohl auf Vorschlag des Earl of Pembroke und von Badlesmere ab Mitte Juli 1318 beteiligt. Dabei gelang es der Verhandlungsdelegation des Königs wahrscheinlich, Lancaster dazu zu bewegen, dass die Höflinge nicht alle königlichen Schenkungen zurückgeben oder erstatten mussten, wie Lancaster ursprünglich gefordert hatte. Mortimer war dabei nicht uneigennützig, denn noch am 20. Juli 1318 hatte ihm der König das Recht gewährt, den jungen Thomas de Beauchamp, den Erben des Earl of Warwick, zu verheiraten. Mortimer verlobte ihn mit seiner Tochter Katherine. Nach der Rückkehr der Delegation, die mit Lancaster Verhandlungen geführt hatte, am 29. Juli gehörte Mortimer auch der nächsten Delegation an, die ab dem 1. August mit Lancaster verhandelte. Die Verhandlungen konnten durch den am 9. August 1318 geschlossenen Vertrag von Leake erfolgreich abgeschlossen werden. Gemäß diesem Vertrag sollte ein sechzehnköpfiger Staatsrat die Regierung des Königs überwachen, und Mortimer wurde als einer der vier Barone bestimmt, die diesem Staatsrat angehören sollten. Dazu gehörte er dem Ausschuss an, der den königlichen Haushalt reformieren sollte. 1319 gelang es ihm, eine weitere seiner Töchter mit dem Erben von Maurice de Berkeley, 2. Baron Berkeley, zu verheiraten, während eine weitere seiner Töchter John Charlton heiratete, den Erben von Powys. Durch diese Heiraten konnte Mortimer seine Stellung in Westengland und in den Welsh Marches weiter ausbauen.

## Rolle im Despenser War

### Sieg über die Despensers
Als Mortimer im September 1320 von seinem erneuten Dienst als Justiciar of Ireland nach England zurückkehrte, hatte sich die politische Situation erneut verändert. Hugh le Despenser der Ältere und sein gleichnamiger Sohn Hugh le Despenser hatten am Königshof eine beherrschende Position erlangt. Dabei benutzten beide rücksichtslos die Unterstützung des Königs, um ihre Macht zu vergrößern und um weitere Besitzungen zu erhalten. Durch den Machtzuwachs der Despensers fühlten sich vor allem die Marcher Lords bedroht, da der jüngere Despenser begonnen hatte, in Südwales ein eigenes, zusammenhängendes Territorium aufzubauen. Zwischen Mortimer und dem jüngeren Despenser bestand dazu ein persönlicher Konflikt, denn Mortimer hatte die von Despenser betriebene Hinrichtung des Rebellen Llywelyn Bren 1318 abgelehnt. Möglicherweise ging der Konflikt noch weiter zurück, denn der jüngere Despenser soll gedroht haben, den Tod seines Großvaters Hugh le Despenser zu rächen, der in der Schlacht von Evesham 1265 im Kampf gegen Mortimers Großvater Roger Mortimer gefallen war. Über den Besitz der südwalisischen Herrschaft Gower kam es dann Anfang 1321 zum offenen Konflikt. Mortimer, aber auch sein Onkel Roger Mortimer of Chirk sowie mehrere andere Marcher Lords hatten erwartet, dass sie die Herrschaft von dem verschuldeten William de Briouze erwerben konnten. Der König jedoch beschlagnahmte im November 1320 die Herrschaft, um sie schließlich dem jüngeren Despenser zu übergeben. Daraufhin führten die beiden Mortimers Anfang 1321 eine offene Revolte, den sogenannten Despenser War, gegen die beiden Despensers, der sich der Earl of Hereford, Hugh Audley, Roger Damory, Roger Clifford und die meisten anderen Marcher Lords anschlossen. Die von Hereford und Mortimer geführten Marcher Lords nahmen Kontakt mit dem Earl of Lancaster auf, und obwohl der König von Ende März bis April 1321 die Marcher Lords wiederholt aufforderte, Frieden zu bewahren und die Ländereien von Despenser nicht anzugreifen, überfiel und plünderte eine Armee der Marcher Lords vom 4. bis zum 9. Mai die Besitzungen Despensers in Südwales. Am 9. Mai eroberten Mortimers Truppen Cardiff Castle, dessen Kommandant er nach Wigmore Castle bringen ließ. Wenig später eroberte er auch Clun Castle, eine Burg des mit Despenser verbündeten Earls of Arundel. In Clun nahm Mortimer die Hommage der Vasallen und Pächter von Arundel entgegen. Nach dieser gewalttätigen Revolte suchten Mortimer und die anderen Rebellen den Kontakt zu Lancaster. Am 28. Juni 1321 nahmen sie an dem Treffen in Sherburn-in-Elmet teil, durch das Lancaster das Bündnis zwischen ihm und den Marcher Lords festigen wollte. Anschließend zog Mortimer mit den Marcher Lords nach London. Angesichts ihrer militärischen Übermacht gab der König nach und schickte die Despensers am 14. August ins Exil. Ein Parlament begnadigte Mortimer und die anderen Marcher Lords am 20. August für ihre seit dem 1. März begangenen Vergehen.

### Niederlage gegen den König
Lancaster und die oppositionellen Barone versäumten es aber, ihren Sieg zu festigen. Bereits im Herbst 1321 begann der König seinen Gegenschlag und griff im Oktober nach einer Provokation zunächst Leeds Castle an, das von Margaret, der Frau von Badlesmere, verteidigt wurde. Mortimer, sein Onkel Roger Mortimer of Chirk und der Earl of Hereford sammelten eine Armee zum Entsatz der Burg, doch durch Verhandlungen konnte der Earl of Pembroke zusammen mit Erzbischof Reynolds und Bischof Stephen Gravesend von London die zerstrittene Adelsopposition bei Kingston stoppen. Nach der Eroberung von Leeds Castle sandten Lancaster, Hereford, Mortimer und andere Barone Ende November eine vor allem gegen den jüngeren Despenser gerichtete Petition an den König, doch auf ein weiteres einheitliches Vorgehen konnten sie sich nicht einigen. Ende 1321 führte der König ein Heer nach Westengland, um die Marcher Lords zu unterwerfen. Diese zogen sich hinter den Severn zurück, während die zugesagte Hilfe Lancasters ausblieb. Zwar konnten Mortimer, sein Onkel Roger Mortimer of Chirk und der Earl of Hereford in einem nächtlichen Angriff das von der königlichen Vorhut bereits besetzte Bridgnorth erobern, die Stadt niederbrennen und anschließend die Brücke über den Severn zerstören, doch der König zog daraufhin weiter den Severn hinauf. Am 14. Januar überschritt das königliche Heer den Fluss bei Shrewsbury. Nach Verhandlungen ergaben sich Mortimer und sein Onkel Roger Mortimer of Chirk am 23. Januar 1322. Warum sie so schnell aufgaben, ist nicht genau geklärt. Nach verschiedenen Angaben sollen sie nach Vermittlung durch die Earls of Arundel und Richmond aufgegeben haben, nach anderen Angaben hätten die Earls of Pembroke, Surrey und Norfolk sie zur Aufgabe bewegt. Vielleicht hatten sie auch kein Geld mehr, um den Konflikt fortzuführen, zudem wurden mehrere ihrer Burgen von walisischen Aufständischen angegriffen, die den König unterstützten. Der Hauptgrund für den raschen Zusammenbruch der Revolte in den Welsh Marches war aber wohl die Uneinigkeit der Adelsopposition und die ausbleibende Unterstützung durch Lancaster. Ob der König den Mortimers in Verhandlungen Gnade zugesichert hatte, ist nicht geklärt. Er ließ sie nach London in den Tower bringen, während er sich nach der Unterwerfung der Marcher Lords gegen Lancaster wandte. Dieser wurde am 22. März 1322 in der Schlacht bei Boroughbridge in Nordengland geschlagen, gefangen genommen und anschließend hingerichtet, womit die Rebellion endgültig niedergeschlagen war. Im Juli 1322 verurteilte ein Gericht in London Mortimer und seinen Onkel ebenfalls zum Tod. Das Urteil wurde jedoch am 22. Juli in dauernde Haft umgewandelt.

### Flucht und Exil
Mortimer blieb im Tower in Kerkerhaft, doch ein Jahr später konnte er mit Unterstützung durch Londoner Bürger und durch seinen Wärter Gerard d’Ailspaye flüchten. Während der Constable of the Tower Stephen Seagrave und die Wachen anlässlich des Festtags St Peter in Chains betrunken waren, wurde Mortimer aus seinem Kerker befreit und entkam mit einem auf ihn wartenden Boot über die Themse. Obwohl seine Flucht bald bemerkt und er verfolgt wurde, konnte er mit wenigen Begleitern zu Pferd Dover erreichen und von dort mit einem Schiff nach Frankreich entkommen. In Paris empfing ihn König Karl IV., der einen Krieg gegen England vorbereitete. Im französischen Exil wurde Mortimer rasch der neue Führer der Opposition gegen den englischen König. Schon wenige Wochen nach seiner Flucht gab es Gerüchte über eine Revolte in den Welsh Marches und über Pläne, den König zu ermorden. Um schließlich den Krieg mit Frankreich zu beenden, schickte Eduard II. im Frühjahr 1325 seine Frau Isabelle, die eine Schwester des französischen Königs war, nach Frankreich. Isabelle konnte tatsächlich einen Frieden aushandeln, worauf der Thronfolger Eduard am 12. September 1325 in Paris eintraf, um dem französischen König für die Besitzungen des englischen Königs zu huldigen. Weder Isabelle noch der Thronfolger wollten jedoch an den von den beiden Despensers dominierten englischen Königshof zurückkehren. Stattdessen blieben sie in Frankreich, wo Isabelle eine Beziehung mit Mortimer einging. Diese Beziehung war beim Besuch von Walter Stapeldon, Bischof von Exeter, in Paris im November 1325 offensichtlich, weshalb der Skandal spätestens Anfang 1326 in England bekannt wurde. Auch der Earl of Kent, ein Halbbruder des Königs, blieb in Frankreich und schloss sich Mortimer an.

### Invasion von England

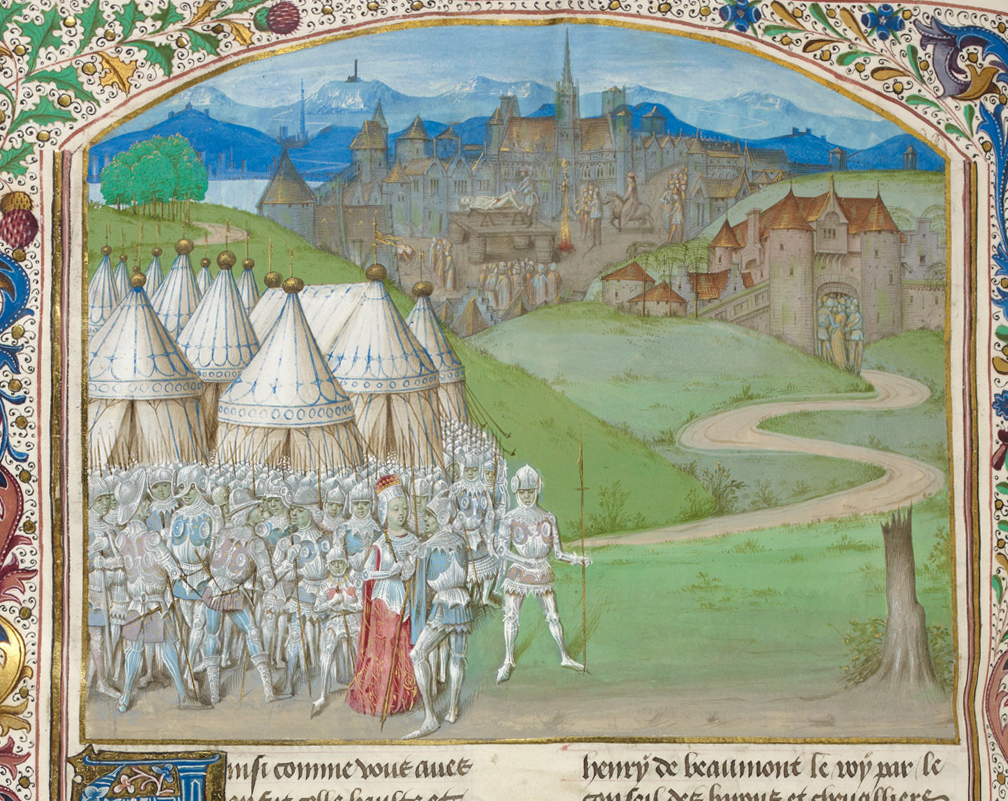
Isabelle und Mortimer mit ihrem Heer, im Hintergrund die Hinrichtung des jüngeren Despenser. Darstellung aus dem 15. Jahrhundert.

Mortimer begann nun mit konkreten Vorbereitungen, um Eduard II. zu stürzen. Nachdem sie bereits vom französischen König finanzielle Unterstützung erhalten hatten, reisten Mortimer und Isabelle in die Niederlande, wo sie weitere Unterstützung durch Graf Wilhelm III. von Holland und Hennegau erhielten, der sich in einem Handelskonflikt mit England befand. Der Thronfolger Eduard wurde mit einer Tochter des Grafen verlobt, und Mortimer konnte ein kleines Heer aus niederländischen und deutschen Söldnern anwerben. Die Armee war etwa 1500 Mann stark, darunter befanden sich etwa 700 Waffenknechte. Johann von Beaumont, ein Bruder des Grafen und ein erfahrener Militär, erklärte sich bereit, die Invasion mit zu befehligen. Von den Niederlanden aus setzte das Invasionsheer nach England über, wo es am 24. September 1326 an der Mündung des River Orwell in Sussex landete. Der Earl of Norfolk, ein weiterer Halbbruder von Eduard II., und Henry of Lancaster, ein Bruder des hingerichteten Earl of Lancaster, schlossen sich sofort Mortimer und Isabelle an. Als Kämpfer gegen die verhasste Tyrannei der Despensers erhielten sie rasch weitere Unterstützung aus allen Schichten der Bevölkerung. Innerhalb weniger Wochen brach die Herrschaft von Eduard II. zusammen. Mortimer war in Bristol, wo am 27. Oktober der ältere Despenser zum Tod verurteilt und hingerichtet wurde. Am 17. November ließ Mortimer in Hereford den Earl of Arundel hinrichten. Der König und der jüngere Despenser waren nach Westengland und weiter nach Wales geflüchtet, wo sie am 16. November mit wenigen Getreuen gefangen genommen wurden. Der jüngere Despenser wurde nach Hereford gebracht, wo ihn Mortimer zum Tod verurteilen und am 24. November hinrichten ließ. Am 7. Januar 1327 erklärte ein von den neuen Machthabern einberufenes Parlament Eduard II. zugunsten seines Sohnes für abgesetzt.

## Die Regentschaft Mortimers

### Krönung von EduardIII. und mutmaßlicher Tod von EduardII.
Mortimer und Isabelle waren nun die neuen Machthaber in England. Weihnachten 1326 hatte Mortimer zusammen mit der Königin und dem Thronfolger in Wallingford gefeiert. Mortimer sicherte sich die Unterstützung der City of London, als er während eines Besuchs am 13. Januar 1327 die Privilegien der Stadt bestätigte und ihr im März eine neue Charter gewährte. Obwohl er immer noch nur den Rang eines Barons hatte, spielte er bei der Krönung von Eduard III. am 1. Februar eine wichtige Rolle. Anlässlich der Krönung wurden seine drei Söhne Edmund, Geoffrey und Roger zum Ritter geschlagen. Im April wurde der abgesetzte Eduard II. in die Obhut von Mortimers Schwiegersohn Thomas de Berkeley gegeben. Welche Rolle Mortimer beim mutmaßlichen Tod des abgesetzten Königs im September 1327 spielte, kann nicht geklärt werden. Möglicherweise wurde Eduard II. gar nicht ermordet, sondern Mortimer nutzte ihn als Faustpfand gegenüber seinem Sohn Eduard III. und ließ ihn in Corfe Castle weiter festhalten. Gerüchte, nach denen Eduard II. nicht tot sei, verstummten zu Mortimers Lebzeiten nie, und in den 1330er Jahren gab es weitere Berichte, nach denen der König angeblich im Exil lebte, möglicherweise in Italien.

### Indirekte Herrschaft
Obwohl Mortimer anstelle des minderjährigen Eduard III. weiterhin der eigentliche Machthaber war, hatte seine Herrschaft keine Legitimation. Er übernahm nicht offiziell die Regentschaft oder ein anderes führendes Amt und gehörte noch nicht einmal dem vierzehnköpfigen Regentschaftsrat an, der für den minderjährigen Eduard III. die Regierung führte. Als Führer der Invasion gegen Eduard II. zollten ihm die anderen Barone Respekt, und durch seine Verbündeten Bischof Adam Orleton und Sir Oliver Ingham hatte er erheblichen Einfluss im Regentschaftsrat. Vor allem blieb er aber der Liebhaber der Königinmutter Isabelle. Offiziell lebte er als Verwandter des Königs am Königshof und erhielt als Mitglied der Königsfamilie eine Pension. Tatsächlich gehörte er zum unmittelbaren Gefolge des Königs. Ihm wurde später vorgeworfen, dass der König ohne seine Erlaubnis nicht öffentlich sprechen durfte, und angeblich überging Mortimer den Regentschaftsrat, indem er den König Anordnungen erteilen ließ.
Seiner Frau Joan, die während seiner Gefangenschaft und seines Exils unter Arrest leben musste, machte Mortimer Geschenke, und er besuchte sie auch. Er lebte jedoch nicht mehr mit ihr zusammen, auch wenn die Ehe offiziell nie getrennt wurde.

### Ausschaltung des Earl of Lancaster und des Earl of Kent
Spätestens seit Herbst 1328 kam es unter den Adligen zu wachsendem Unmut über die Herrschaft Mortimers. Dafür waren zunächst die Misserfolge seiner Herrschaft verantwortlich. Der Feldzug gegen Schottland im Sommer 1327 blieb erfolglos, so dass Mortimer mit Schottland Friedensverhandlungen aufnahm. Diese führten im März 1328 zum Frieden von Edinburgh und Northampton, der den Ersten Schottischen Unabhängigkeitskrieg beendete. Die Anerkennung von Robert Bruce als König eines unabhängigen Schottlands wurde von vielen englischen Baronen als so erniedrigend empfunden, dass Gerüchte aufkamen, Mortimer und Isabelle hätten bereits in Paris ein Bündnis mit den Schotten geschlossen. Dieser Misserfolg und auch die demütigenden Verhandlungen zur Verlängerung des Waffenstillstands mit Frankreich schwächten Mortimers Stellung. Vor allem aber führten Mortimers autokratische Herrschaft, sein zunehmender Machtanspruch und seine Gier nach Ländereien zur Bildung einer Opposition gegen ihn. Henry of Lancaster, der formal das Oberhaupt des Regentschaftsrats war, wurde zunehmend von Mortimer ignoriert. Bereits im April 1327 hatte ihm Mortimer die Aufsicht über den abgesetzten Eduard II. entzogen, und während der nächsten Monate wurden seine Verwandten und Unterstützer zunehmend aus ihren Ämtern verdrängt. Lancaster lehnte entschieden den Frieden mit Schottland ab, und aus Protest verweigerte er seine Teilnahme am Parlament, das für Oktober 1328 nach Salisbury einberufen worden war, aber von Anhängern Mortimers dominiert wurde. Lancaster versuchte, die Gegner Mortimers in London zu versammeln und veröffentlichte eine lange Liste mit Beschuldigungen gegen ihn. Mortimer gelang es aber, die mit Lancaster verbündeten Earls of Kent und Norfolk auf seine Seite zu ziehen. Dann ließ er Lancasters Besitzungen plündern und besetzte Leicester. Der ausmanövrierte und vom Großteil seiner Gefolgsleute verlassene Lancaster musste sich daraufhin Mitte Januar 1329 unter demütigenden Umständen Mortimer unterwerfen. Er und mehrere seiner Anhänger wurden zur Zahlung von enorm hohen Strafen verurteilt. Einige seiner engsten Unterstützer, darunter sein Schwiegersohn Thomas Wake sowie Henry de Beaumont mussten aus England flüchten, ihre Ländereien wurden beschlagnahmt. Mortimers Stellung war nun nahezu unanfechtbar. Als nun der Earl of Kent in eine Verschwörung verwickelt wurde, die auf der Annahme beruhte, dass der abgesetzte Eduard II. noch am Leben sei, nutzte Mortimer die Gelegenheit, um auch diesen Magnaten auszuschalten. Der Earl of Kent wurde nach einem umstrittenen Prozess im März 1330 hingerichtet. Mit dieser Hinrichtung eines weiteren potentiellen Gegners hatte Mortimer seine Stellung festigen wollen. Er vergab einen Teil der beschlagnahmten Besitzungen an einen seiner jüngeren Söhne, doch dies und der Justizmord am Earl of Kent verschärften nur die politischen Spannungen. Mortimer befahl daraufhin im Mai 1330 seinen führenden Vasallen wie Maurice de Berkeley und Simon Bereford, dafür Sorge zu tragen, dass ständig eine Leibwache für ihn und für Isabelle zur Verfügung stand.

### Bereicherung und Ausbau seiner Macht

#### Machtgewinn in Wales
Fast alle zeitgenössischen Chronisten beschreiben Mortimers unersättliche Gier nach Ländereien und Macht. Als inoffizieller Machthaber Englands war er bestrebt, zum führenden englischen Magnaten aufzusteigen. Er baute seinen Landbesitz vor allem in Wales und in Irland aus, wo bereits zuvor der Schwerpunkt seiner Besitzungen gelegen hatte. In Wales und den Welsh Marches erwarb er vor allem die Besitzungen seiner gestürzten Gegner. Bereits am 15. Dezember 1326 hatte er sich die Herrschaft Denbigh gesichert, die zuvor Hugh le Despenser dem Älteren gehört hatte. Am 13. September 1327 erwarb er Oswestry und Clun in Shropshire, die zuvor im Besitz des Earls of Arundels gewesen waren. Am 12. Juni 1327 erwarb er von Eleanor, der Witwe des jüngeren Despenser die Verwaltung von Glamorgan. Am 2. September 1329 erreichte er, dass Königin Isabelle wieder die Verwaltung von Montgomery und Builth erhielt, die ihr nach ihrer Flucht nach Frankreich entzogen worden war. Im April 1330 erhielt er selbst Montgomery als Lehen. Besonders dreist war seine Aneignung der Besitzungen seines Onkels Roger Mortimer of Chirk, der wenige Wochen vor Mortimers Invasion 1326 im Tower gestorben war. Obwohl sein Onkel einen volljährigen Sohn hinterlassen hatte, der ebenfalls Roger hieß, besetzte Mortimer Chirk, Blaenllyfni, Narberth und einen Teil von St Clears, womit er seinen Cousin enterbte. Durch die Vormundschaft über den jungen James Audley hatte er dazu die Verwaltung von Cemais und Cantref Bychan in Wales und durch die über den jungen Lawrence Hastings hatte er die Kontrolle über Pembroke, Abergavenny und Cilgerran. Dazu hatte er auch die Vormundschaft von Thomas de Beauchamp, dem Erben des Earldom of Warwick und Herrn von Elfael, so dass Mortimer die Kontrolle über weitere Herrschaften der Welsh Marches hatte. Dazu verschaffte er sich am 22. Februar 1327 das Amt des Justiciars des Fürstentums Wales, das ihm am 8. Juni 1328 lebenslang verliehen wurde, sowie die Ämter des Justiciars der Bistümer Llandaff und St Davids. Weiter wurde er beauftragt, die Ordnung und den Frieden in Worcestershire, Herefordshire und Staffordshire zu bewahren, und schließlich wurde er am 16. August 1330 noch Verwalter von Bristol. Durch diese Ämterhäufung hatte er neben seinen Besitzungen eine noch nie gekannte Machtfülle in Wales und im westlichen England. Im Mai 1330 genehmigte er sich eine jährliche Pension von 500 Mark aus den Einkünften der königlichen Besitzungen in Wales.

#### Machtgewinn in Irland
Neben Wales benutzte Mortimer seine Macht, um seinen Landbesitz in Irland zu erweitern. Bereits durch das Erbe seiner Frau war Mortimer einer der größten englischen Landbesitzer in Irland, das er durch seine früheren Besuche und durch seinen Dienst als Justiciar of Ireland gut kannte. Nachdem er im Frühjahr 1328 den Frieden mit Schottland geschlossen hatte, widmete er sich stärker Irland. Dabei gelang es ihm, nach langen Verhandlungen einige der miteinander tief zerstrittenen anglo-irischen Adligen auszusöhnen. Im Oktober 1328 ernannte er James Butler zum Earl of Ormond, und im August 1329 wurde Maurice FitzGerald zum Earl of Desmond ernannt. Beide Magnaten unterstützen in der Folge Mortimer. Daneben vernachlässigte Mortimer nicht seine eigenen Interessen. Er übernahm selbst die Vormundschaftsverwaltung und das Recht, den jungen Earl of Kildare zu verheiraten. Im Juni 1330 erreichte er, dass Meath und Louth direkt der königlichen Gerichtsbarkeit unterstellt wurden, so dass diese wie bereits Trim gegenüber anderen Gebieten privilegiert waren.

#### Erhebung zum Earl of March
Seine Macht und seinen Reichtum stellte Mortimer offen zur Schau. 1328 gab er in Bedford ein prächtiges Fest, ein weiteres Fest auf seinem Stammsitz in Wigmore ging über mehrere Tage, dabei verteilte er an verschiedene Magnaten großzügige Geschenke. Die aufwändigste Veranstaltung war das große Turnier, das im Juni 1328 zu Ehren des Königs und der Königinmutter in Hereford stattfand. Bei diesem Turnier fanden vermutlich auch die Vermählungen seiner beiden Töchter Beatrice und Agnes statt, die Edward of Norfolk, einen Sohn des Earls of Norfolk und Cousin des Königs bzw. Lawrence Hastings heirateten. Beide Ehen verdeutlichen das Bemühen von Mortimer, seine Familie mit den Familien der führenden englischen Earls zu verbinden. Sie bereiteten seine eigene Rangerhöhung zum Earl vor, die während des Parlaments von Salisbury im Oktober 1328 stattfand. Die Wahl von Mortimers neuem Titel Earl of March erstaunte seine Zeitgenossen, denn damit wurde zum ersten Mal ein Earldom nicht nach einer englischen Grafschaft benannt. Der Titel benannte aber konsequent die Welsh Marches als territoriale Basis für Mortimers Macht, und schon bald wurde Mortimer nur noch als Earl of March angesprochen. Wenig später wurden Mortimer aus den Einkünften der Krone aus Shropshire und Staffordshire jährlich £ 10 zugestanden, die auch andere Earls aus den titelgebenden Grafschaften erhielten. Möglicherweise sollte der Titel auch auf Mortimers Verbindungen zur französischen Grafschaft La Marche hinweisen.
Nach dem Sturz von Eduard II. hatte der königliche Treasurer William Melton den neuen Machthabern einen Schatz von über £ 61.921 übergeben. Nach dem Sturz von Mortimer übergab dessen Treasurer Wodehouse dem König am 1. Dezember 1330 einen Rest von etwas mehr als £ 41. Zwar war mit dem Schatz unter anderem Mortimers Feldzug nach Schottland finanziert worden, doch ein Großteil des Geldes wurde wohl einfach verschwendet.

### Sturz und Hinrichtung
Mortimers Herrschaft beruhte schließlich vor allem auf Furcht unter den Baronen. Mit der Wahl des Titels Earl of March, aber auch mit seinem Stolz hatte Mortimer viele seiner Standesgenossen gekränkt. Sein Gefolge war größer als das des Königs, und schon bald schritt er in Gegenwart des Königs nicht nur gleichauf, sondern manchmal sogar vor diesem, der dann zu ihm aufschließen durfte. Solche Verstöße gegen die Rangordnung und die höfische Etikette verdeutlichen die ungeheure Macht, die Mortimer sich angeeignet hatte und die er auch stolz ausübte. Auf Grund seiner Habgier, seines (damals allgemein als frevelhaft erachteten) Verhältnisses mit der Königinmutter und seiner Gewalt gegenüber politischen Gegnern kam es schon bald zu Gerüchten, nach denen er nach der Krone greifen wolle. Seine Gegner schüchterte er durch sein bewaffnetes Gefolge ein, dem Gruppen der gefürchteten Waliser angehörten. Nach der Hinrichtung des Earls of Kent im März 1330 konnte sich kein englischer Magnat des Lebens sicher sein, sodass die politischen Spannungen weiter zunahmen. Da mit den Earls of Kent und Lancaster die mächtigsten englischen Magnaten ausgeschaltet waren, hätte angesichts der Machtfülle Mortimers nur eine Revolte unter Beteiligung des nun siebzehnjährigen Königs Aussicht auf Erfolg haben können. Die engsten Freunde Eduards III., darunter der Lordsiegelbewahrer Richard de Bury, William Montagu, Robert Ufford, John Molyns, Edward de Bohun und John Neville of Hornby drängten ihn, Mortimer zu stürzen, worauf er bereit war, sich an einer Verschwörung zu beteiligen. Als Mortimer für Oktober 1330 ein Parlament nach Nottingham berief, setzten die Verschwörer ihren Plan um. Der inzwischen misstrauisch gewordene Mortimer verdächtigte die Freunde des Königs, an einer Verschwörung beteiligt zu sein, doch Montagu leugnete dies so entschlossen, dass Mortimer keine weitere Handhabe hatte. Vorsichtshalber hatte er mit der Königinmutter und dem König in Nottingham Castle Quartier bezogen, doch der Kommandant der Burg zeigte den Verschwörern einen Geheimgang, der in die Burg führte. In der Nacht zum 19. Oktober drangen die von Montagu geführten Verschwörer in die Burg ein, wo sich ihnen der König anschloss. Sie überraschten Mortimer in seinem Gemach und konnten ihn trotz seiner und seines Leibwächters tapferer Gegenwehr überwältigen. Der König ließ ihn zusammen mit seinen engsten Gefolgsleuten Oliver Ingham und Simon Bereford unter strenger Bewachung in den Tower of London bringen. Dann erließ der König eine Proklamation, dass er selbst die Regierung übernommen habe, und verlegte das Parlament für November nach Westminster. Dort wurde Mortimer am 26. November wegen vierzehn Vergehen beschuldigt. Unter anderem wurde ihm vorgeworfen, dass er Eduard II. und Königin Isabelle entzweit und selbst nach der Krone und der Regierung gestrebt habe. Er habe Eduard II. unrechtmäßig nach Berkeley gebracht, sich und seine Familie zu Unrecht mit Krongut bedacht und Gelder der Krone unterschlagen. Er habe Henry of Lancaster zu Unrecht verurteilt und den Earl of Kent vorsätzlich zur Revolte angestiftet, um ihn verurteilen zu können. Wie bei den Verfahren gegen Thomas of Lancaster, die Despenser oder den Earl of Kent durfte auch Mortimer sich nicht gegen die Anklage verteidigen, so dass das Urteil vorhersehbar war. Da seine Verbrechen allgemein bekannt wären, erklärten die Peers ihn als Verräter für schuldig, und Mortimer wurde wie ein gewöhnlicher Verbrecher in Tyburn hingerichtet. Allerdings ersparte ihm der König die vollständige Prozedur des Hanged, drawn and quartered, durch die Verräter hingerichtet wurden. Entweder auf Bitten von Isabelle oder aus Rücksicht auf sie wurde Mortimer nur auf eine Ochsenhaut gebunden, von zwei Pferden vom Tower nach Tyburn geschleift und dort gehängt. In seinen letzten Worten soll er bekannt haben, dass der Earl of Kent als Opfer einer Verschwörung gestorben war. Mortimers Leiche ließ man zwei Tage am Galgen hängen, ehe sie in die Franziskanerniederlassung am Newgate gebracht wurde. Als Verräter sollte er aber nicht in London beigesetzt werden, weshalb seine Leiche nach Coventry gebracht und in der dortigen Franziskanerniederlassung beigesetzt wurde. Im November 1331 erhielt Mortimers Witwe die Erlaubnis, seine Leiche in der Familienstiftung Wigmore Priory beizusetzen. Die Franziskaner sollen ihr die Leiche widerstrebend überlassen haben, doch es ist ungeklärt, ob Mortimers Leichnam nicht doch in Coventry blieb oder in Wigmore oder Shrewsbury beigesetzt wurde.

## Nachkommen und Erbe
Mit seiner Frau Joan de Geneville hatte Mortimer mindestens zwölf Kinder:
- Edmund Mortimer, 1. Baron Mortimer (1302–1331/2)
- Margaret Mortimer (1304–1337) ⚭ Thomas de Berkeley, 3. Baron Berkeley
- Roger Mortimer (1305/6–1328)
- Maud Mortimer (1307–nach 1345) ⚭ John Charlton, 2. Baron Charlton
- Geoffrey Mortimer (1308/9–1372/6)
- John Mortimer († 1328)
- Joan Mortimer (1311/2–zwischen 1337 und 1351) ⚭ James Audley, 3. Baron Audley of Heleigh
- Isabella (1311/3–nach 1327)
- Katherine Mortimer († 1369) ⚭ Thomas de Beauchamp, 11. Earl of Warwick
- Agnes Mortimer (1315/21–1368) ⚭ Lawrence Hastings, 1. Earl of Pembroke
- Beatrice Mortimer (1315/1321–1383)

1. ⚭ Edward of Brotherton († 1334), Sohn von Thomas of Brotherton, 1. Earl of Norfolk
2. ⚭ Thomas de Braose, 1. Baron Brewes (Haus Braose)

- Blanche Mortimer (1315/22–1347) ⚭ Piers de Grandison, 2. Baron Grandison

Nach seiner Verurteilung wurde Mortimers Besitz von der Krone beschlagnahmt, sein Titel Earl of March galt als verwirkt. Sein ältester Sohn erhielt 1331 einen Teil der alten Familienbesitzungen zurück, dazu wurde er als Baron Mortimer zum Parlament geladen. Er starb jedoch bereits im selben Jahr. Roger Mortimers Witwe wurde 1336 begnadigt, sie erlebte noch, dass es Mortimers Enkel Roger 1354 gelang, dass Eduard III. die Verurteilung Mortimers aufhob und den Titel Earl of March wiederherstellte. Mortimers jüngerer Sohn Geoffrey hatte bereits 1323 nach dem Tod seiner Großmutter mütterlicherseits Jehan de la Marche die Herrschaft Couhé im Poitou geerbt, wo er eine Nebenlinie der Familie begründete.

## Bewertung
Einzig allein der Chronist der Familienstiftung Wigmore Priory fand für Roger Mortimer als großherzigen und tatkräftigen Mann positive Worte. Die zeitgenössischen Chronisten, aber auch die Historiker des 19. und 20. Jahrhunderts verurteilten seine Machtgier und den Missbrauch seiner Regentschaft streng. Dabei hatte Mortimer in Irland die bedrohte englische Herrschaft gesichert. Bemerkenswert ist, dass er versuchte, Elemente des traditionellen irischen Rechts mit dem in Irland ebenfalls geltenden englischen Common Law zu verbinden. Durch seine Erfahrungen als Justiciar war er während seiner Regentschaft in Irland erfolgreicher als die meisten anderen englischen Herrscher und Regierungen. Gegenüber Schottland gelang ihm nach der anfänglichen Niederlage bei Weardale die Grundlage für die Abwehr der schottischen Invasion. Der als schmählich empfundene, 1328 mit Schottland geschlossene Friedensvertrag war eine unter dem Zwang der Niederlage erfolgte Anerkennung der Realität und beendete den langen, zerstörerischen und kostspieligen Krieg mit dem nördlichen Nachbarland. Andererseits galt Mortimer schon 1322 unter den Walisern als rücksichtsloser, habgieriger Mann. Nachdem sich Mortimer und sein Onkel Roger Mortimer of Chirk im Januar 1322 ergeben hatten, sollen die Waliser gedroht haben, ihr Land zu verlassen, falls Mortimer und sein Onkel begnadigt würden und ihre Besitzungen zurückerhielten.
Hätte Mortimer zu Zeiten eines starken und fähigen Königs gelebt, wäre er als fähiger Militär und als Baron, der besonders in Wales und Irland geschickt seine Interessen verfolgt hatte, in die Geschichte eingegangen. Durch die politische Krise in England, besonders ab 1318, und nur durch seine Beziehung zu Königin Isabelle nach 1326 stieg Mortimer schließlich zum Regenten auf. Dabei zeigte er sich nach 1326 selbstsüchtig, habgierig und außergewöhnlich eitel. Durch seinen Machtmissbrauch und durch seinen übergroßen Ehrgeiz zerstörte er schließlich die Stellung seiner Familie.